# Erigeron compositus
Erigeron compositus — вид трав'янистих рослин родини айстрові (Asteraceae), поширений на півночі Північної Америки й північному сході Азії. Етимологія:  лат. compositus — «зібраний разом, складений».

## Таксономічні примітки
Erigeron compositus є сукупністю кількох морфологічно, можливо, сепарабельних статевих диплоїд з 2n = 18 і складною надбудовою апогамних поліплоїдів з 2n = 36–80. Статевими є рослини з Кордильєр. Beaman запропонував п'ять неформальних підвидів.

## Опис
Багаторічна рослина 5–15(25) см заввишки; зі стрижневою кореневою системою, і поширюється за допомогою горизонтальних підземних кореневищ. Стебла вертикальні, рідко волохаті. Листки в основному базальні (стійкі); листові пластини із закругленим кінцем, 5–50(70) × (2)4–12 мм; стеблові листки приквіткоподібні.
Квіткові голови 1 (іноді дископодібні). Приквітки 5–10 × 8–20 мм. Язичкових квіток 20–60; вони від білого до рожевого або синього забарвлення, зазвичай 6–12 мм. Дискові квітки 3–5 мм, жовті. Плоди 1.6–2.7 мм, злегка запушені.

## Поширення
Північна Америка: Ґренландія, Канада, США; Азія: російський Далекий Схід. Населяє луки (у т. ч. субальпійські), скелі, валуни.

## Галерея

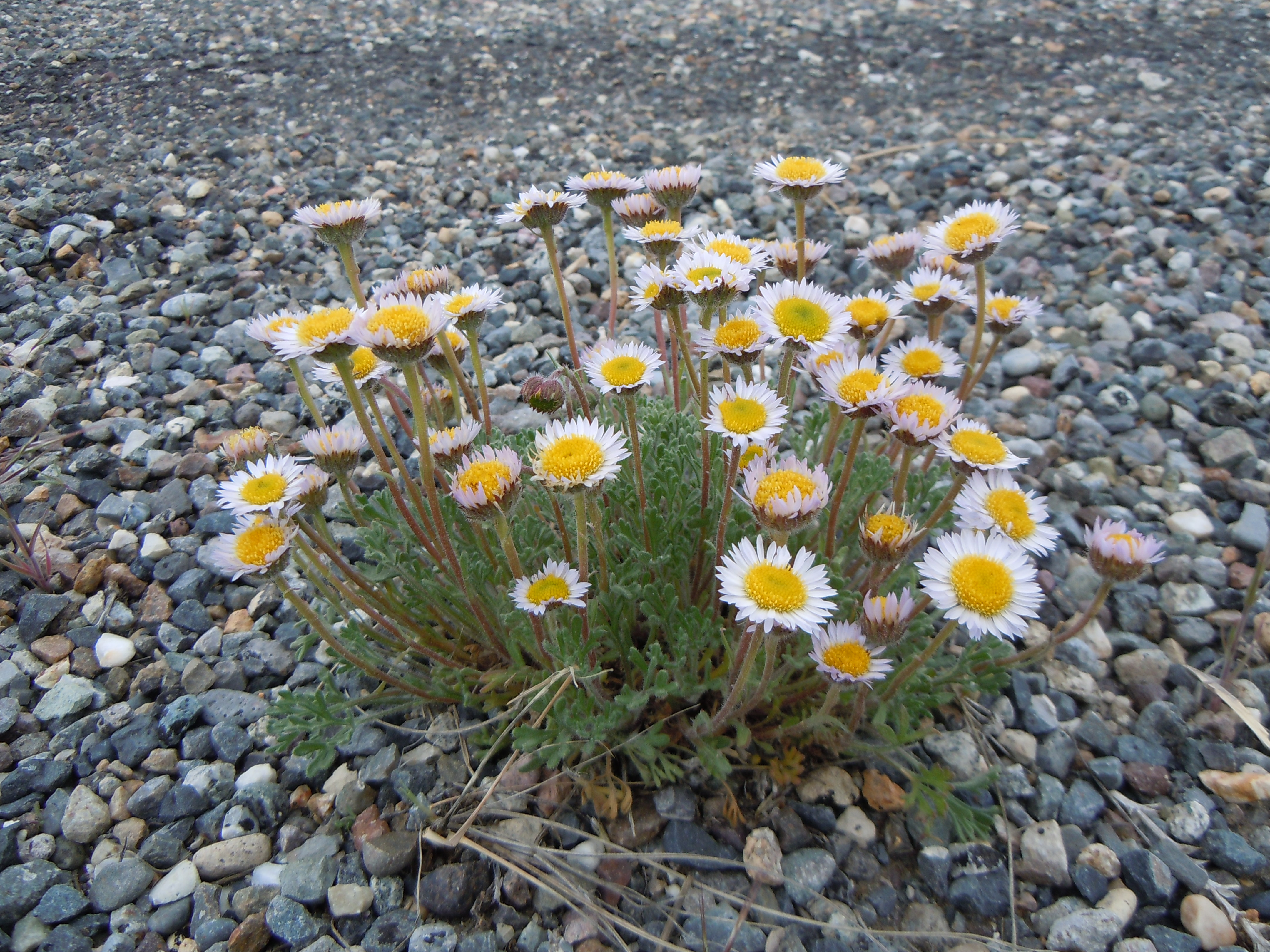
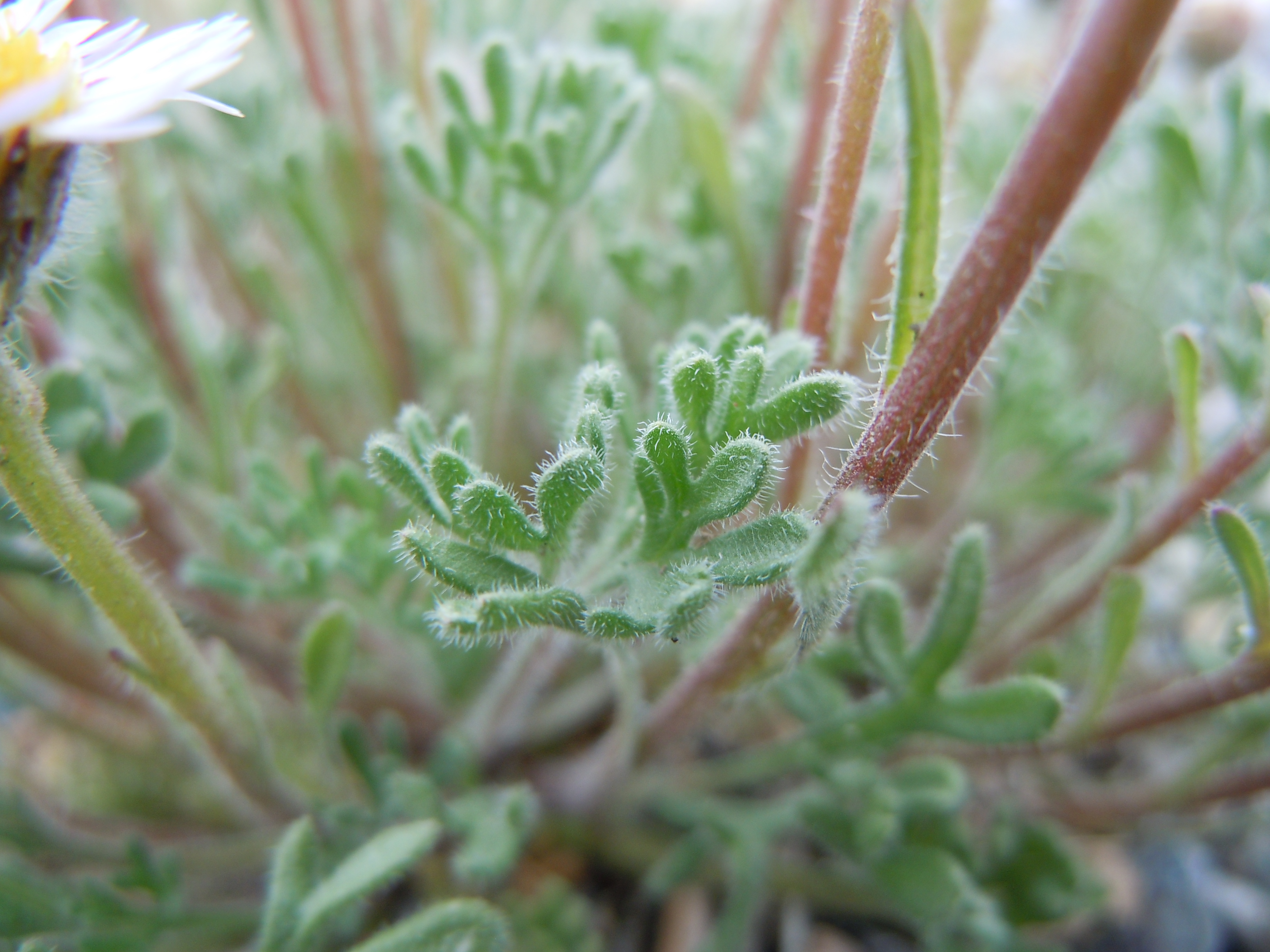
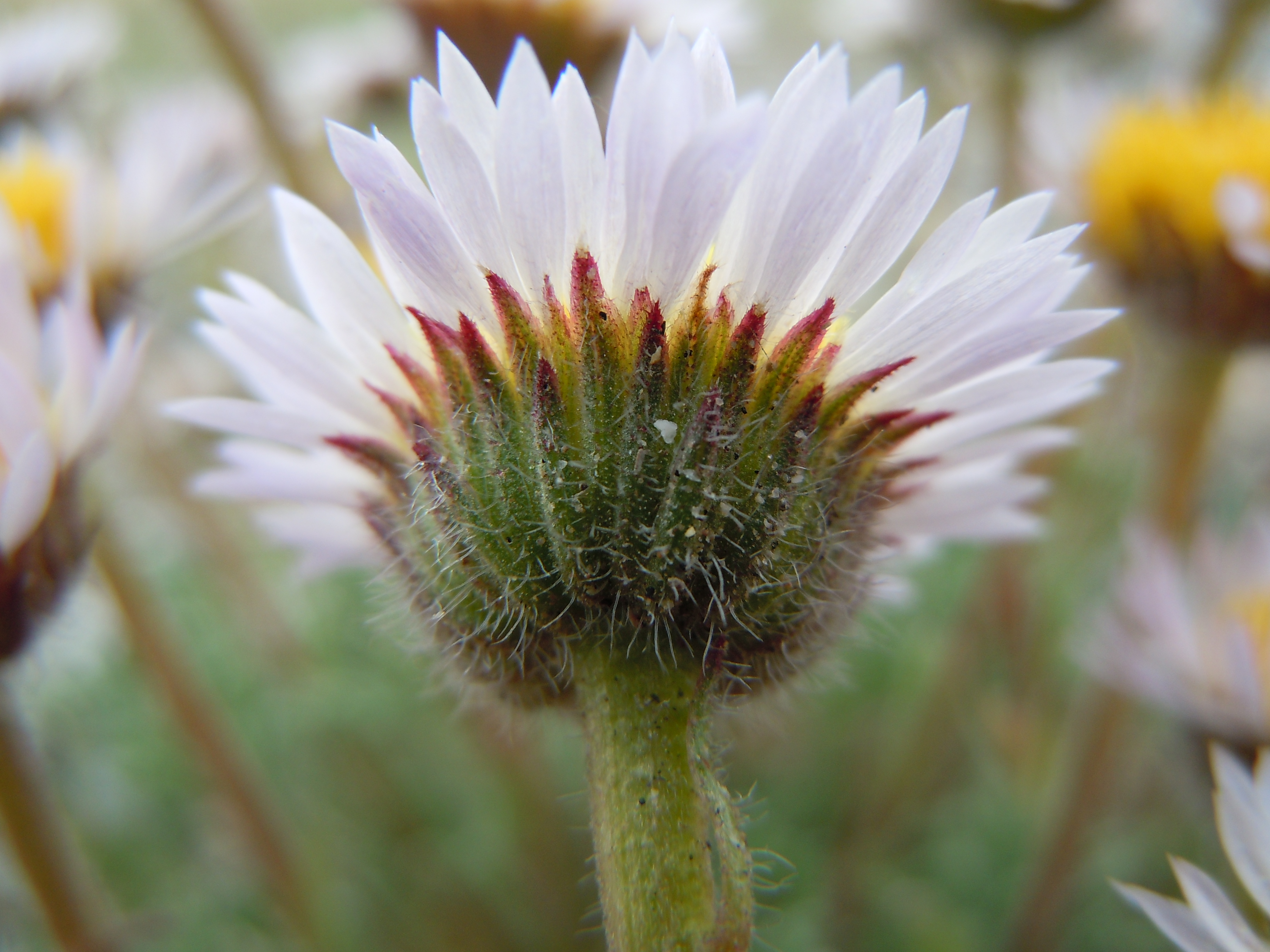
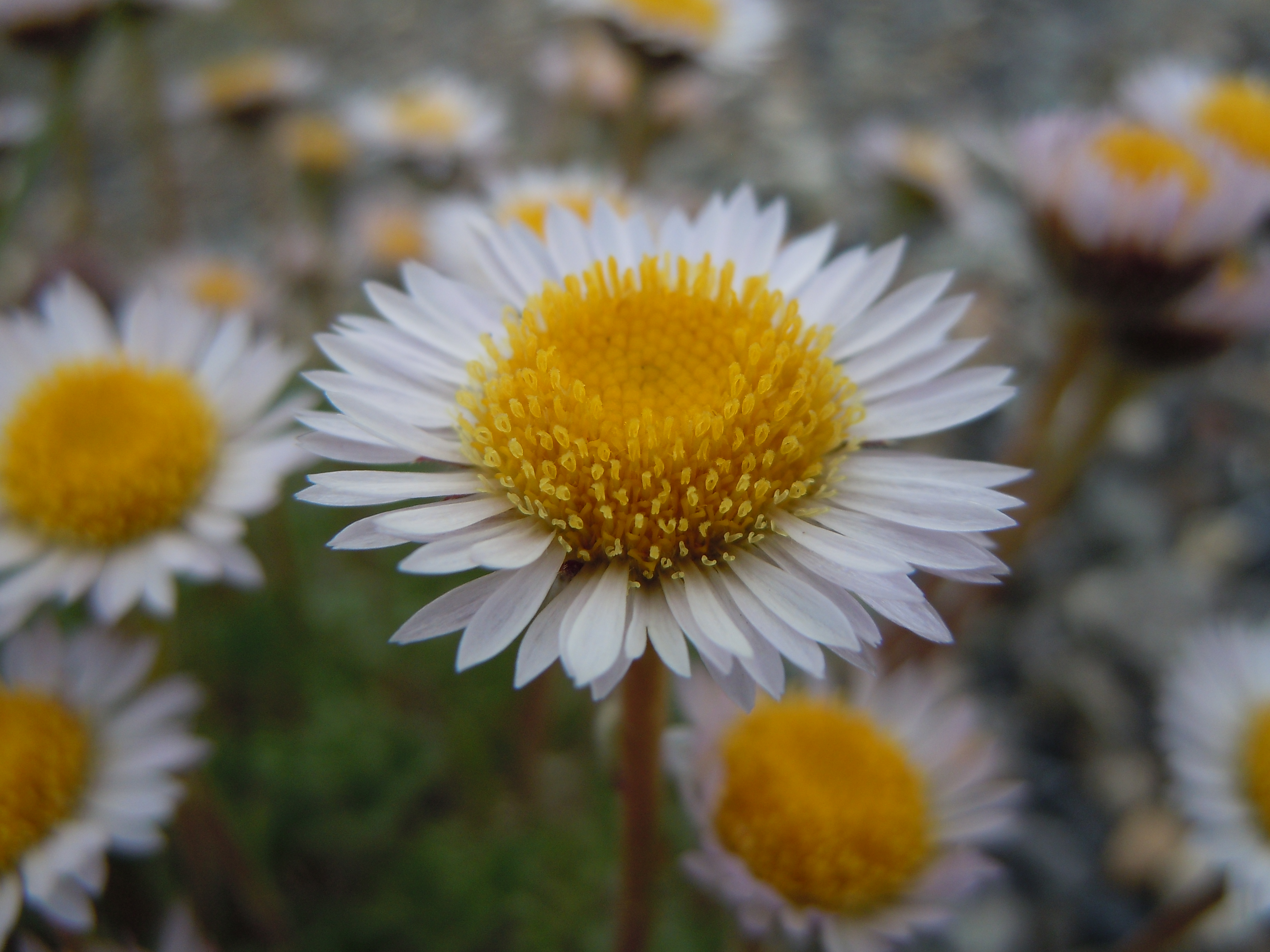